# الکترون نوترینو
الکترون نوترینو، (به انگلیسی: Electron neutrino) که با {\displaystyle \nu _{e}} نشان داده می‌شود، یکی از ذرات بنیادی زیراتمی است که بار الکتریکی ندارد. این نوع نوترینو همراه با الکترون، نسل نخست لپتون‌ها را تشکیل می‌دهد و به این دلیل الکترون نوترینو نامیده می‌شود.